# Pieter Schriks

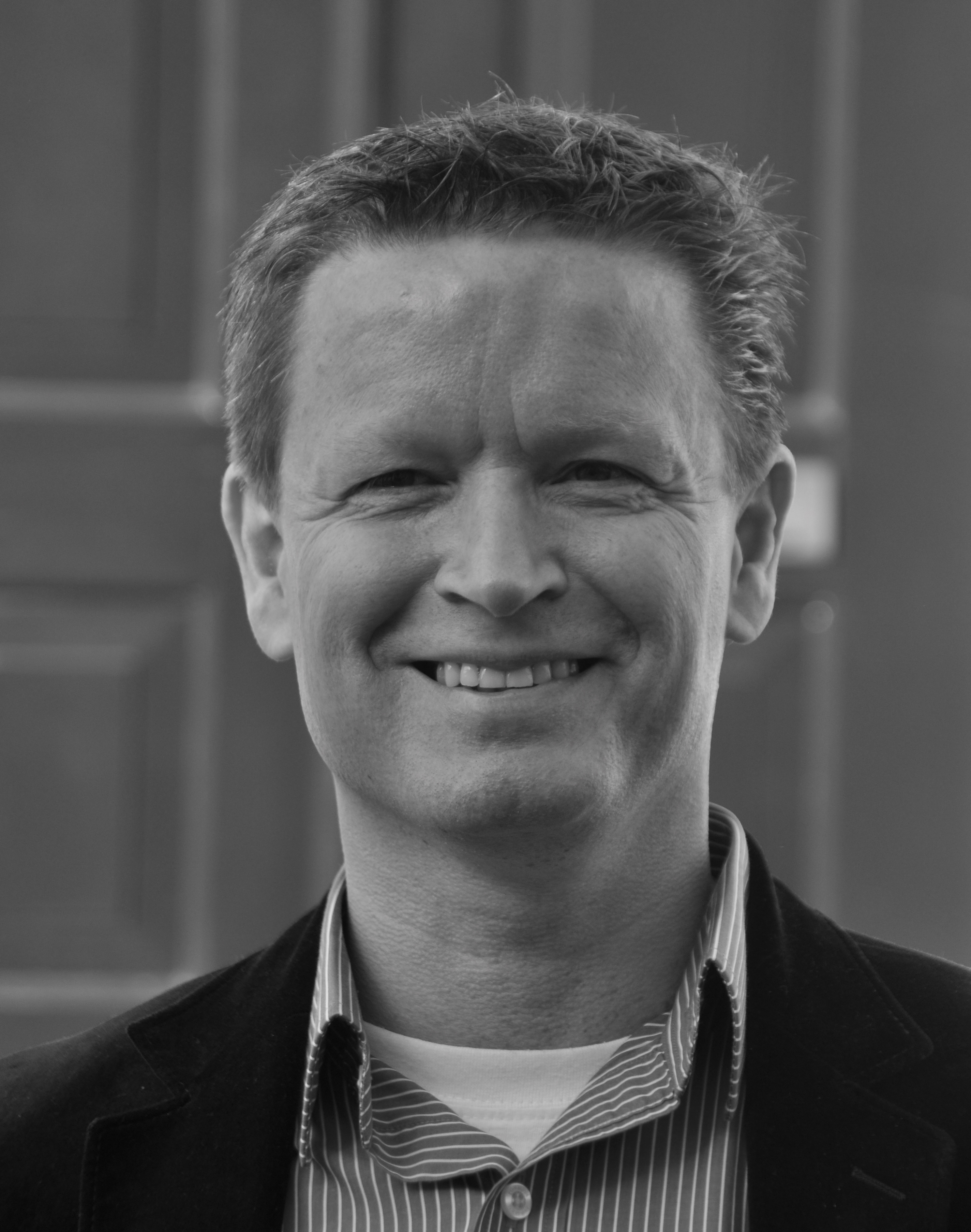
Pieter Schriks in 2011

Pieter Huijbrecht Christiaan Schriks (Zutphen, 9 mei 1965 − Lochem, 26 november 2017) was directeur-uitgever van de Walburg Pers.

## Biografie
In 1961 nam Chris Schriks (1931-2024) de in 1901 gestichte drukkerij De Hoop over. In datzelfde jaar stichtte Chris Schriks de uitgeverij Walburg Pers. In 1962 werden drukkerij en uitgeverij onder deze laatste naam voortgezet. In 1991 nam zoon Pieter de leiding van de uitgeverij over. Pieter Schriks trok in 2012 de uitgever Jan Mets aan. In 2010 startte hij het fonds WalburgPers Educatief die lesmethoden voor het geschiedenisonderwijs uitgeeft. Verder zette hij de uitgeverij van zijn vader voort door zich te richten op met name uitgaven op het gebied van (regionale) geschiedenis, en samen te werken met bijvoorbeeld de Linschoten-Vereeniging. Ook gaf hij werk van zijn vader uit, zoals in 2016 de biografie van uitgever, boekhandelaar en bibliograaf Frederik Muller. 
Mr. P.H.C. Schriks overleed in november 2017 na een ernstige ziekte.